# Comutator

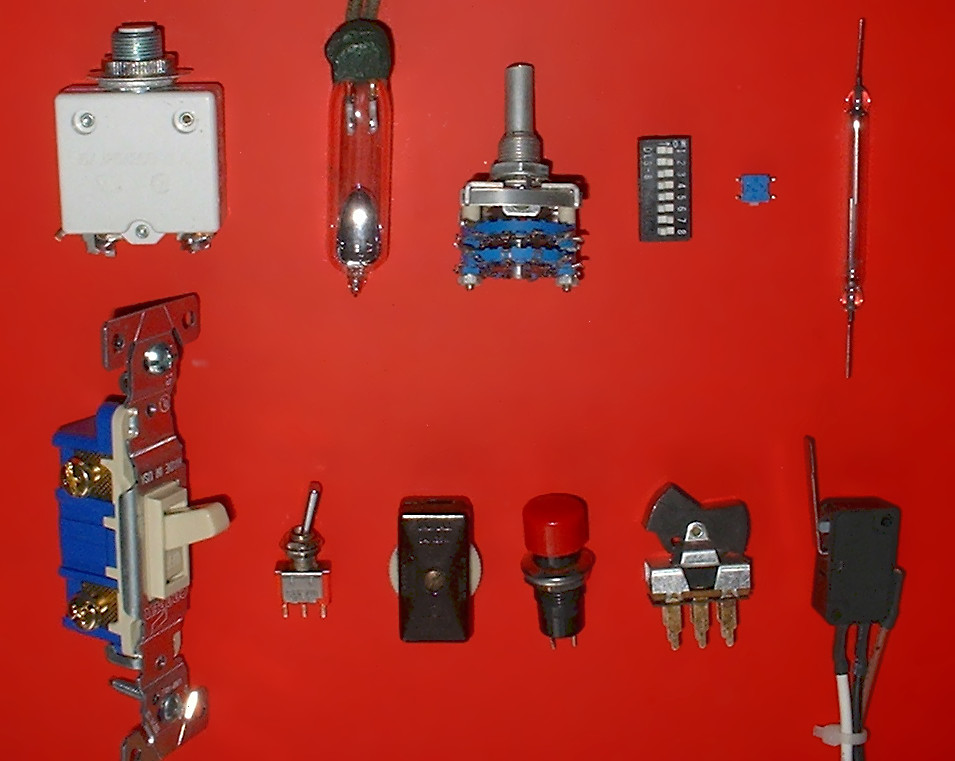
Exemple de comutatoare electrice si alte componente electrice diverse

În ingineria electrică, un comutator este o componentă electrică  care are două sau mai multe poziții, prin care se poate schimba  succesiv sau simultan un circuit electric cu altul, prin acționare manuală.